# Ideiglenes címer
Névváltozatok: 

de: Interimswappen

Rövidítések

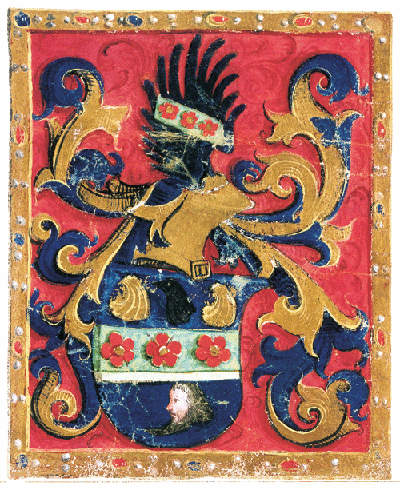
Petrus Gentile Senilis de Montefalco címere, Mátyás királytól kapta 1478-ban, de az oklevél megpecsételésére, illetve expediálására nem került sor, a pecsét helyének bevágása sem készült el; tulajdonképpen nem valódi címer, mert valószínűleg soha nem használták

Az ideiglenes címer olyan, melyet a viselője átmenetileg használ addig az időig, amíg a végleges címerről döntés születik. Ezért egyfajta szükségcímernek is nevezhető, mert nem gondos tervezéssel hozzák létre, hanem az azonnali használatbavétel szándékával. Ennek ellenére heraldikailag helyes címer, ha hozzáértő személyek alkotják meg, a címertani szabályok betartásával, de a végleges címer megalkotásakor utólag esetleg több változtatást is végre kell hajtani rajta, hogy megfelejen a címerművészet és címerelmélet elveinek, azaz a jó ízlésnek és a szabályos szerkesztési módnak, valamint a címerviselő és -adományozó szándékainak.
Például az 1871-ben Versailles-ban kikiáltott Német Császárság egy füst alatt ("über Nacht") fogadta el ideiglenes államcímerét is, melyet az első birodalmi címernek tekintenek.
Ideiglenes címernek tartható az is, amelyet annak kérvényezője számára a kancellárián megterveztek, majd különféle okokból nem hagyták jóvá (változtattak az eredeti terven, a kérvényező nem fizette ki, kiesett az adományozó kegyeiből, az adományozó megváltoztatta a szándékát, más hivatal is beleszólt a címeradományozásba stb.) vagy mást adományoztak a kedvezményezettnek, mint ami az eredeti tervben szerepelt. A megtervezett de ki nem adott címerek nem hivatalos, hanem örökké csak ideiglenes címerek maradtak. A cseh levéltárakban például számos ilyen, az egyes települések számára elkészített címerterv található meg, melyet sohasem adtak ki és így nem váltak hivatalossá.